# 鄭岳 (隆慶進士)
鄭岳（1540年—？），字永翰，又字峻甫，號謙山，福建承宣布政使司福州府長樂縣（今福建省福州市长乐区）人，明朝政治人物。

## 生平
嘉靖四十三年（1564年）甲子科福建乡试第六十名举人，隆慶二年（1568年），登戊辰科三甲進士。授華亭縣知縣，隆慶五年，授工科給事中。萬曆元年（1573年），升任吏科右給事中，同年改刑科左給事中。萬曆三年，改雲南副使，萬曆九年，遷廣東副使。萬曆十二年，官至雲南右參政。

## 家族
曾祖鄭萬忠；祖父鄭宗厚；父鄭文元，母程氏。具庆下。